# Малі Кармали
Малі Кармали́ (ерз. Цярмун рос. Малые Кармалы, чув. Ирçе Çармăс) — ерзянське село у складі Ібресинського району Чувашії, Росія. Адміністративний центр Малокармалинського сільського поселення.
Населення — 522 особи (2010; 551 у 2002).
Національний склад:
- чуваші — 52 %

## Відомі люди
- Глухов Петро Семенович
- Євсев'єв Макар Євсевійович